# C13H11N3O4
化学式1C13H11N3O4（摩尔质量：273.25 g/mol）可以指：
- 泊马度胺，混合CAS号：19171-19-8 
  - (R)-泊马度胺，CAS号：202271-90-7 
  - (S)-泊马度胺，CAS号：202271-89-4
- 灭鼠安，CAS号：51594-83-3
- 对硝基苯基偶氮苔黑素，CAS号：607-96-5

|  | 这个同类索引页列出了具有相同分子式的化学物（即同分異構體）条目。 除非您是有意链接至本页，否则应将相应条目的内部链接指向正确的条目。 |